# El Ancón, Guanajuato
El Ancón är en ort i Mexiko.   Den ligger i kommunen San Felipe och delstaten Guanajuato, i den centrala delen av landet, 300 km nordväst om huvudstaden Mexico City. El Ancón ligger 2 125 meter över havet och antalet invånare är 296.
Terrängen runt El Ancón är platt åt nordväst, men åt sydost är den kuperad. Runt El Ancón är det ganska tätbefolkat, med 60 invånare per kvadratkilometer. Närmaste större samhälle är Coecillo, 14,7 km norr om El Ancón. Omgivningarna runt El Ancón är i huvudsak ett öppet busklandskap.